# Bonnay (Saona y Loira)
Bonnay era una comuna francesa que estaba situada en el departamento de Saona y Loira, de la región de Borgoña-Franco Condado, que el 1 de enero de 2023 pasó a formar parte de la comuna nueva de Bonnay-Saint-Ythaire como comuna delegada.

## Historia
- Entre 1790 y 1794 absorbe la comuna de Saint-Hippolyte.[4]
- Entre 1795 y 1800 absorbe la comuna de Besanceuil.[4]

## Demografía
| Gráfica de evolución demográfica de Bonnay entre 1800 y 2020 |
|                                                              |

Los datos demográficos contemplados en este gráfico de la comuna de Bonnay se han cogido de 1800 a 1999 de la página francesa EHESS/Cassini, y los demás datos de la página del INSEE.